# Lista de inscrições ao Oscar de melhor filme estrangeiro em 2015
Lista de inscrições ao Oscar de melhor filme estrangeiro para a para o Oscar 2015, 87ª edição da premiação. A Academia de Artes e Ciências Cinematográficas convidou indústrias cinematográficas de diversos países para selecionar um filme para concorrer à categoria de melhor filme estrangeiro no Oscar.
As produções representantes foram exibidas originalmente em seu país de origem de 1 de outubro de 2013 a 30 de setembro de 2014. No mundo lusófono, o Ministério da Cultura do Brasil inscreveu Hoje Eu Quero Voltar Sozinho e a Academia Portuguesa das Artes e Ciências Cinematográficas, E Agora? Lembra-me; no entanto, nenhum dos dois filmes foram indicados à premiação.
Oitenta e três países inscreveram o seu melhor longa-metragem do ano de 2014, para tentar disputar o Oscar de Melhor Filme Estrangeiro. Dos cinco países finalistas apenas a Mauritânia e a Estônia nunca haviam sido indicados antes. Ida foi o grande vencedor do Oscar de melhor filme estrangeiro, sendo o primeiro filme da Polônia a ganhar nesta categoria. além disso o filme também foi indicado a melhor fotografia. O belga Deux jours, une nuit não consegui se classificar entre os cinco indicados na categoria de melhor filme estrangeiro, porém foi indicado ao Oscar de melhor atriz pela atuação de Marion Cotillard. Embora seja proibido a inscrição de filmes em língua inglesa, o australiano Charlie's Country é parcialmente em inglês.

## Inscrições
| País                 | Título original do filme                            | Idioma          | Resultado    |
| -------------------- | --------------------------------------------------- | --------------- | ------------ |
| Afeganistão          | چند متر مکعب عشق ('Chand Metre Moka'ab Eshgh)       | Persa           | Não indicado |
| África do Sul        | Elelwani                                            | Venda           | Não indicado |
| Alemanha             | Die geliebten Schwestern                            | Alemão, Francês | Não indicado |
| Argentina            | Relatos Salvajes                                    | Espanhol        | Indicado     |
| Austrália            | Charlie's Country                                   | Yuulngu, Inglês | Não indicado |
| Áustria              | Das finstere Tal                                    | Alemão          | Não indicado |
| Azerbaijão           | Nabat                                               | Azeri           | Não indicado |
| Bangladesh           | জোনাকির আলো (Jonakir Alo)                               | Bengali         | Não indicado |
| Bélgica              | Deux jours, une nuit                                | Francês         | Não indicado |
| Bolívia              | Olvidados                                           | Espanhol        | Não indicado |
| Bósnia e Herzegovina | Sa mamom                                            | Bósnio          | Não indicado |
| Brasil               | Hoje eu quero voltar sozinho                        | Português       | Não indicado |
| Bulgária             | Българска Рапсодия                                  | Búlgaro         | Não indicado |
| Canadá               | Mommy                                               | Francês         | Não indicado |
| Chile                | Matar a un hombre                                   | Espanhol        | Não indicado |
| China                | 夜莺 (Ye Ying)                                      | Chinês          | Não indicado |
| Colômbia             | Mateo                                               | Espanhol        | Não indicado |
| Coreia do Sul        | 해무 (Haemoo)                                       | Coreano         | Não indicado |
| Costa Rica           | Princesas rojas                                     | Espanhol        | Não indicado |
| Croácia              | Kauboji                                             | Croata          | Não indicado |
| Cuba                 | Conducta                                            | Espanhol        | Não indicado |
| Dinamarca            | Sorg og glæde                                       | Dinamarquês     | Não indicado |
| Egito                | فتاة المصنع (Fatat el masnaa)                       | Árabe           | Não indicado |
| Equador              | Silencio en la tierra de los sueños                 | Espanhol        | Não indicado |
| Eslováquia           | Krok do tmy                                         | Eslovaco        | Não indicado |
| Eslovênia            | Zapelji me                                          | Esloveno        | Não indicado |
| Espanha              | Vivir es fácil con los ojos cerrados                | Espanhol        | Não indicado |
| Estónia              | Mandariinid                                         | Estoniano       | Indicado     |
| Etiópia              | Difret                                              | Amárico         | Não indicado |
| Filipinas            | Norte, Hangganan ng Kasaysayan                      | Tagalog         | Não indicado |
| Finlândia            | Betoniyö                                            | Finlandês       | Não indicado |
| França               | Saint Laurent                                       | Francês         | Não indicado |
| Geórgia              | სიმინდის კუნძული                                    | Georgiano       | Pré-Indicado |
| Grécia               | Μικρά Αγγλία                                        | Grego           | Não indicado |
| Hong Kong            | 黄金时代                                            | Chinês          | Não indicado |
| Hungria              | Fehér isten                                         | Húngaro         | Não indicado |
| Islândia             | Vonarstræti                                         | Islandês        | Não indicado |
| Índia                | लायर्स डाइस                                            | Hindi           | Não indicado |
| Indonésia            | Soekarno                                            | Indonésio       | Não indicado |
| Irão                 | امروز (Emrooz)                                      | Persa           | Não indicado |
| Iraque               | Mardan                                              | Curdo           | Não indicado |
| Irlanda              | An Bronntanas                                       | Irlandês        | Não indicado |
| Israel               | גט - המשפט של ויויאן אמסאלם                         | Hebraico        | Não indicado |
| Itália               | Il capitale umano                                   | Italiano        | Não indicado |
| Japão                | そこのみにて光輝く (Soko nomi nite hikari kagayaku) | Japonês         | Não indicado |
| Kosovo               | Tri Dritare dhe një Varje                           | Albanês         | Não indicado |
| Letônia              | Akmeņi manās kabatās                                | Letão           | Não indicado |
| Líbano               | غدي                                                 | Árabe           | Não indicado |
| Lituânia             | Lošėjas                                             | Lituano         | Não indicado |
| Luxemburgo           | Never Die Young                                     | Francês         | Não indicado |
| Macedônia do Norte   | До балчак                                           | Macedônio       | Não indicado |
| Malta                | Simshar                                             | Maltês          | Não indicado |
| Mauritânia           | Timbuktu                                            | Árabe           | Indicado     |
| México               | Cantinflas                                          | Espanhol        | Não indicado |
| Moldávia             | La limita de jos a cerului                          | Romeno          | Não indicado |
| Montenegro           | Dječaci iz Ulice Marksa i Engelsa                   | Montenegro      | Não indicado |
| Marrocos             | القمر الأحمر                                        | Árabe           | Não indicado |
| Nepal                | झोला                                                  | Nepali          | Não indicado |
| Nova Zelândia        | The Dead Lands                                      | Maori           | Não indicado |
| Noruega              | 1001 Gram                                           | Norueguês       | Não indicado |
| Países Baixos        | Lucia de B.                                         | Neerlandês      | Pré-Indicado |
| Paquistão            | دختر، بیٹی                                          | Urdu            | Não indicado |
| Palestina            | عيون الحراميه                                       | Árabe           | Não indicado |
| Panamá               | Invasión                                            | Espanhol        | Não indicado |
| Peru                 | El evangelio de la carne                            | Espanhol        | Não indicado |
| Polónia              | Ida                                                 | Polonês         | Venceu       |
| Portugal             | E Agora? Lembra-me                                  | Português       | Não indicado |
| Quirguistão          | Курманжан Датка                                     | Quirguiz        | Não indicado |
| Chéquia              | Fair Play                                           | Tcheco          | Não indicado |
| República Dominicana | Cristo Rey                                          | Espanhol        | Não indicado |
| Reino Unido          | Uzun Yol                                            | Turco           | Não indicado |
| Roménia              | Câinele japonez                                     | Romeno          | Não indicado |
| Rússia               | Левиафан                                            | Russo           | Indicado     |
| Sérvia               | Montevideo, vidimo se!                              | Sérvio          | Não indicado |
| Singapura            | Sayang Disayang                                     | Malaio          | Não indicado |
| Suécia               | Turist                                              | Sueco           | Pré-Indicado |
| Suíça                | Der Kreis                                           | Alemão          | Não indicado |
| Taiwan               | 冰毒 (Bing Du)                                      | Chinês          | Não indicado |
| Tailândia            | คิดถึงวิทยา (Kid tueng wittaya)                        | Tailandês       | Não indicado |
| Turquia              | Kış Uykusu                                          | Turco           | Não indicado |
| Ucrânia              | Поводир                                             | Ucraniano       | Não indicado |
| Uruguai              | Mr. Kaplan                                          | Espanhol        | Não indicado |
| Venezuela            | Libertador                                          | Espanhol        | Pré-Indicado |